# 1968年フランスグランプリ
1968年フランスグランプリ (1968 French Grand Prix) は、1968年のF1世界選手権第6戦として、1968年7月7日にルーアン・レゼサールで開催された。
レースは60周で行われ、フェラーリのジャッキー・イクスが3番手スタートから優勝、ホンダのジョン・サーティースが2位、マトラのジャッキー・スチュワートが3位となった。
地元フランス人ドライバーのジョー・シュレッサーが3周目にクラッシュし、マグネシウムを多用したホンダ・RA302が炎上したことで帰らぬ人となった。

## 背景
1965年にクレルモン＝フェラン、1966年にランス、1967年にル・マンで開催されたフランスグランプリは、4年ぶりにルーアンで開催された。

### ホンダ・RA302の完成

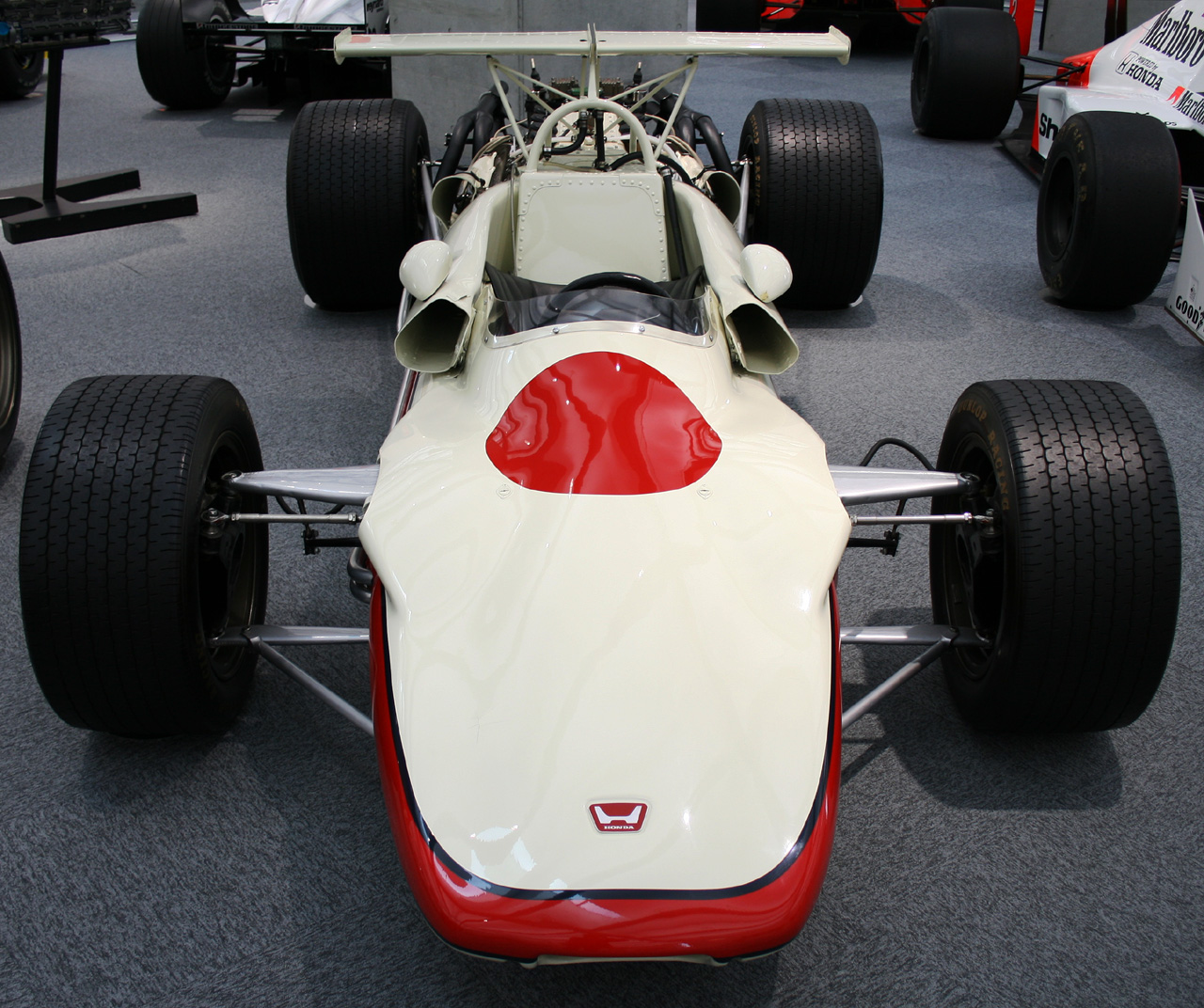
ホンダ・RA302（ホンダコレクションホール所蔵）

この年のホンダは、ローラとの共同開発によるRA301を使用していたが、軽量化の問題が依然残されていた。この解決策としてRA302が開発された。このマシンは新たにV型8気筒空冷エンジンが搭載されていた。RA302は完成後、テストも行われないまま東京からロンドンに送られ、本レースから走らせろという東京の本社からの指示により2台目のエントリーを行ったが、締切日を過ぎていたため却下された。RA302の到着後、シルバーストン・サーキットでジョン・サーティースがシェイクダウンテストを行ったが、エンジンのオーバーヒートがひどく、適切なテストはできないままであった。このため、RA301のTカーとして本レースの練習走行でRA302を走行させるつもりであった。

## エントリー
中村良夫監督の思惑とは裏腹に、ヨーロッパでの売上を伸ばしたかったホンダ本社からの指示で、ホンダ・フランスの政治的な動きによりRA302はエントリーされ、ドライバーはそれまでマトラのF2マシンでF1に2回出走した地元フランス出身のジョー・シュレッサーがラインナップされていた。これに対して中村監督は怒り心頭に発したが、サーティースによってなだめられた。結局、サーティースが走るRA301とは別に、RA302をホンダ・フランスに渡してチームを2分させることにした。
クーパーは、前月にヒルクライ厶の事故で亡くなったルドビコ・スカルフィオッティとベルギーグランプリの事故で負傷したブライアン・レッドマンに代わり、ビック・エルフォードを新たなレギュラードライバーとして起用し、マトラのジョニー・セルボ＝ギャバンをスポット起用した。イーグルのダン・ガーニーはエンジンの不足により欠場した。

### エントリーリスト
| チーム                                                      | No. | ドライバー                     | コンストラクター | シャシー | エンジン                         | タイヤ |
| ----------------------------------------------------------- | --- | ------------------------------ | ---------------- | -------- | -------------------------------- | ------ |
| ブラバム・レーシング・オーガニゼーション                    | 2   | ヨッヘン・リント               | ブラバム         | BT26     | レプコ 860 3.0L V8               | G      |
| ブラバム・レーシング・オーガニゼーション                    | 4   | ジャック・ブラバム             | ブラバム         | BT26     | レプコ 860 3.0L V8               | G      |
| マトラ・スポール                                            | 6   | ジャン＝ピエール・ベルトワーズ | マトラ           | MS11     | マトラ MS9 3.0L V12              | D      |
| ブルース・マクラーレン・モーターレーシング                  | 8   | デニス・ハルム                 | マクラーレン     | M7A      | フォード・コスワース DFV 3.0L V8 | G      |
| ブルース・マクラーレン・モーターレーシング                  | 10  | ブルース・マクラーレン         | マクラーレン     | M7A      | フォード・コスワース DFV 3.0L V8 | G      |
| ゴールドリーフ・チーム・ロータス                            | 12  | グラハム・ヒル                 | ロータス         | 49B      | フォード・コスワース DFV 3.0L V8 | F      |
| ゴールドリーフ・チーム・ロータス                            | 14  | ジャッキー・オリバー           | ロータス         | 49B      | フォード・コスワース DFV 3.0L V8 | F      |
| ホンダ・レーシング                                          | 16  | ジョン・サーティース           | ホンダ           | RA301    | ホンダ RA301E 3.0L V12           | F      |
| ホンダ・フランス                                            | 18  | ジョー・シュレッサー           | ホンダ           | RA302    | ホンダ RA302E 3.0L V8            | F      |
| オーウェン・レーシング・オーガニゼーション                  | 20  | ペドロ・ロドリゲス             | BRM              | P133     | BRM P142 3.0L V12                | G      |
| オーウェン・レーシング・オーガニゼーション                  | 22  | リチャード・アトウッド         | BRM              | P126     | BRM P142 3.0L V12                | G      |
| スクーデリア・フェラーリ SpA SEFAC                          | 24  | クリス・エイモン               | フェラーリ       | 312/68   | フェラーリ 242C 3.0L V12         | F      |
| スクーデリア・フェラーリ SpA SEFAC                          | 26  | ジャッキー・イクス             | フェラーリ       | 312/68   | フェラーリ 242C 3.0L V12         | F      |
| マトラ・インターナショナル                                  | 28  | ジャッキー・スチュワート       | マトラ           | MS10     | フォード・コスワース DFV 3.0L V8 | D      |
| クーパー・カー・カンパニー                                  | 30  | ビック・エルフォード           | クーパー         | T86B     | BRM P142 3.0L V12                | F      |
| クーパー・カー・カンパニー                                  | 32  | ジョニー・セルボ＝ギャバン     | クーパー         | T86B     | BRM P142 3.0L V12                | F      |
| ロブ・ウォーカー/ジャック・ダーラッシャー・レーシングチーム | 34  | ジョー・シフェール             | ロータス         | 49       | フォード・コスワース DFV 3.0L V8 | F      |
| レグ・パーネル・レーシング                                  | 36  | ピアス・カレッジ               | BRM              | P126     | BRM P142 3.0L V12                | G      |
| アングロ・アメリカン・レーサーズ                            | 38  | ダン・ガーニー 1               | イーグル         | T1G      | ウェスレイク 58 3.0L V12         | G      |
| ソース:                                                     |     |                                |                  |          |                                  |        |

追記
- ^1 - マシンが準備できず[10]

## 予選
ロータスのジャッキー・オリバーが125 mph (201 km/h)でクラッシュし、マシンは決勝までに修理ができないほどの大きなダメージを負ったため、オリバーは決勝を欠場せざるを得なかった。ブラバムのヨッヘン・リントが初のポールポジションを獲得し、ジャッキー・スチュワート（マトラ-フォード）、ジャッキー・イクス（フェラーリ）とともにフロントローを占めた。デニス・ハルム（マクラーレン）とクリス・エイモン（フェラーリ）が2列目、ブルース・マクラーレン（マクラーレン）、サーティース（ホンダ）、ジャン＝ピエール・ベルトワーズ（マトラ）が3列目を占めた。ドライバーズランキング首位のグラハム・ヒルは9番手だった。
テスト不足のホンダ・RA302を走らせるシュレッサーに対し、中村監督は通訳を通してRA302はまだレース走行に耐えうるマシンではなく、エンジン温度の上昇を抑えるため中速以下に抑えるようにアドバイスした。シュレッサーも久しぶりにF1で走行できることだけが喜びであり、決して無理はしないという約束通り中速以下のペースで走るも、3回のスピンを喫して後ろから2番目であった。

### 結果
| 順位    | No. | ドライバー                     | コンストラクター      | タイム | 差   | グリッド |
| ------- | --- | ------------------------------ | --------------------- | ------ | ---- | -------- |
| 1       | 2   | ヨッヘン・リント               | ブラバム-レプコ       | 1:56.1 | -    | 1        |
| 2       | 28  | ジャッキー・スチュワート       | マトラ-フォード       | 1:57.3 | +1.2 | 2        |
| 3       | 26  | ジャッキー・イクス             | フェラーリ            | 1:57.7 | +1.6 | 3        |
| 4       | 8   | デニス・ハルム                 | マクラーレン-フォード | 1:57.7 | +1.6 | 4        |
| 5       | 24  | クリス・エイモン               | フェラーリ            | 1:57.8 | +1.7 | 5        |
| 6       | 10  | ブルース・マクラーレン         | マクラーレン-フォード | 1:58.0 | +1.9 | 6        |
| 7       | 16  | ジョン・サーティース           | ホンダ                | 1:58.2 | +2.1 | 7        |
| 8       | 6   | ジャン＝ピエール・ベルトワーズ | マトラ                | 1:58.9 | +2.8 | 8        |
| 9       | 12  | グラハム・ヒル                 | ロータス-フォード     | 1:59.1 | +3.0 | 9        |
| 10      | 20  | ペドロ・ロドリゲス             | BRM                   | 1:59.3 | +3.2 | 10       |
| 11      | 14  | ジャッキー・オリバー           | ロータス-フォード     | 2:00.2 | +4.1 | DNS 1    |
| 12      | 34  | ジョー・シフェール             | ロータス-フォード     | 2:00.3 | +4.2 | 11       |
| 13      | 22  | リチャード・アトウッド         | BRM                   | 2:00.8 | +4.7 | 12       |
| 14      | 4   | ジャック・ブラバム             | ブラバム-レプコ       | 2:00.8 | +4.7 | 13       |
| 15      | 36  | ピアス・カレッジ               | BRM                   | 2:01.1 | +5.0 | 14       |
| 16      | 32  | ジョニー・セルボ＝ギャバン     | クーパー-BRM          | 2:01.2 | +5.1 | 15       |
| 17      | 18  | ジョー・シュレッサー           | ホンダ                | 2:04.5 | +8.4 | 16       |
| 18      | 30  | ビック・エルフォード           | クーパー-BRM          | 2:05.5 | +9.4 | 17       |
| ソース: |     |                                |                       |        |      |          |

追記
- ^1 - オリバーはアクシデントにより、決勝への出走を見合わせた

## 決勝
開始直前に雨が降りだし、ほとんどのドライバーが全天候型タイヤでスタートする中、イクスのみが雨用タイヤを選択した。これが功を奏してイクスが1周目に首位を奪う。スチュワートとリントが2位を争い、サーティースが4位を走行する。シュレッサーは無理をせず最後尾を走行していた。3周目にルーアンの最下点にあるヘアピンから黒煙が舞い上がる。ゆるい降りのSベンドでコントロールを失ったシュレッサーは土手にクラッシュし、満タンに近いガソリンをコース上に撒き散らしてマグネシウムを使用したマシンは発火、瞬く間に猛火に包まれた。消火員も全く手の施しようがないまま、シュレッサーは亡くなった。シュレッサーはジム・クラーク、マイク・スペンス、スカルフィオッティに続き、この年亡くなった4人目の現役F1ドライバーとなってしまった。
レースは続行され、リントは事故現場にあったマシンの残骸を拾ってしまい、タイヤがパンクしてピットインしなければならず、後方に下がった。サーティースはスチュワートを抜き、7周目にペドロ・ロドリゲスに抜かれるまで2位を走行した。さらに後方のヒルはスチュワートを抜いて4位に浮上したが、ドライブシャフトが故障してリタイアした。イクスは19周目にロドリゲスとサーティースに抜かれたが、2周で両者を抜き返してからは完璧なリードを保ってF1初勝利を挙げ、1966年イタリアグランプリでスカルフィオッティが勝って以来、フェラーリに2年ぶりの優勝をもたらした。ロドリゲスはギアボックスのトラブルでピットインしなければならず、優勝争いから脱落した。サーティースはシュレッサーの事故直後に、前を走るイクスから事故現場で路面に溢れた消火剤の煙幕をもろに浴びてゴーグルが汚れ、ゴーグルを拭くために何度かコース上にマシンを止め、さらにゴーグルを交換するためにピットインしなければならなかったが、2位のポジションを守った。しかし、チームにとって最悪のグランプリとなってしまった。3位はスチュワートで、F1デビュー戦のエルフォードが4位入賞を果たした。

### 結果
| 順位    | No. | ドライバー                     | コンストラクター      | 周回数 | タイム/リタイア原因 | グリッド | ポイント |
| ------- | --- | ------------------------------ | --------------------- | ------ | ------------------- | -------- | -------- |
| 1       | 26  | ジャッキー・イクス             | フェラーリ            | 60     | 2:25:40.9           | 3        | 9        |
| 2       | 16  | ジョン・サーティース           | ホンダ                | 60     | +1:58.6             | 7        | 6        |
| 3       | 28  | ジャッキー・スチュワート       | マトラ-フォード       | 59     | +1 Lap              | 2        | 4        |
| 4       | 30  | ビック・エルフォード           | クーパー-BRM          | 58     | +2 Laps             | 17       | 3        |
| 5       | 8   | デニス・ハルム                 | マクラーレン-フォード | 58     | +2 Laps             | 4        | 2        |
| 6       | 36  | ピアス・カレッジ               | BRM                   | 57     | +3 Laps             | 14       | 1        |
| 7       | 22  | リチャード・アトウッド         | BRM                   | 57     | +3 Laps             | 12       |          |
| 8       | 10  | ブルース・マクラーレン         | マクラーレン-フォード | 56     | +4 Laps             | 6        |          |
| 9       | 6   | ジャン＝ピエール・ベルトワーズ | マトラ                | 56     | +4 Laps             | 8        |          |
| 10      | 24  | クリス・エイモン               | フェラーリ            | 55     | +5 Laps             | 5        |          |
| 11      | 34  | ジョー・シフェール             | ロータス-フォード     | 54     | +6 Laps             | 11       |          |
| NC      | 20  | ペドロ・ロドリゲス             | BRM                   | 53     | 規定周回数不足      | 10       |          |
| Ret     | 2   | ヨッヘン・リント               | ブラバム-レプコ       | 45     | 燃料漏れ            | 1        |          |
| Ret     | 4   | ジャック・ブラバム             | ブラバム-レプコ       | 15     | 燃料ポンプ          | 13       |          |
| Ret     | 12  | グラハム・ヒル                 | ロータス-フォード     | 14     | ハーフシャフト      | 9        |          |
| Ret     | 32  | ジョニー・セルボ＝ギャバン     | クーパー-BRM          | 14     | アクシデント        | 15       |          |
| Ret     | 18  | ジョー・シュレッサー           | ホンダ                | 2      | 事故死              | 16       |          |
| DNS     | 14  | ジャッキー・オリバー           | ロータス-フォード     |        | 予選でアクシデント  |          |          |
| ソース: |     |                                |                       |        |                     |          |          |

ファステストラップ
- ペドロ・ロドリゲス - 2:11.5（19周目）

ラップリーダー
- ジャッキー・イクス - 59周 (Lap 1-18, 20-60)
- ペドロ・ロドリゲス - 1周 (Lap 19)

## 第6戦終了時点のランキング
|         | 順位 | ドライバー               | ポイント |
| ------- | ---- | ------------------------ | -------- |
|         | 1    | グラハム・ヒル           | 24       |
| 6       | 2    | ジャッキー・イクス       | 16       |
| 1       | 3    | ジャッキー・スチュワート | 16       |
| 1       | 4    | デニス・ハルム           | 12       |
| 1       | 5    | ペドロ・ロドリゲス       | 10       |
| ソース: |      |                          |          |

|         | 順位 | コンストラクター      | ポイント |
| ------- | ---- | --------------------- | -------- |
|         | 1    | ロータス-フォード     | 29       |
|         | 2    | マクラーレン-フォード | 19       |
| 2       | 3    | フェラーリ            | 19       |
|         | 4    | マトラ-フォード       | 19       |
| 2       | 5    | BRM                   | 17       |
| ソース: |      |                       |          |

- 注:  トップ5のみ表示。前半6戦のうちベスト5戦及び後半6戦のうちベスト5戦がカウントされる。